# ザ・ジェリー・ジャム
ザ・ジェリー・ジャム （The Jelly Jam）は、アメリカ合衆国のプログレッシブ・ロック・トリオのスーパーグループである。ギターとボーカルにキングスXのタイ・テイバー、ドラムにウィンガーやディキシー・ドレッグスのロッド・モーゲンスタイン、ベースにドリーム・シアターのジョン・マイアングというメンバーで構成されている。
ファースト・アルバム『The Jelly Jam』は、2002年にインサイド・アウト・ミュージックからリリースされた。セカンド・アルバム『The Jelly Jam 2』は2004年に続いて発表された。

## メンバー
- タイ・テイバー (Ty Tabor) - ギター、ボーカル
- ジョン・マイアング (John Myung) - ベース
- ロッド・モーゲンスタイン (Rod Morgenstein) - ドラム、パーカッション

## ディスコグラフィ

### アルバム
- The Jelly Jam (2002年)[2]
- The Jelly Jam 2 (2004年)[3]
- Shall We Descend (2011年)
- Profit (2016年)